# Juan y Pablo
Juan y Pablo (- Roma, 26 de junio de 362) fueron dos mártires cristianos, en cuyo honor se fundó la Basílica Celimontana (o del monte Celio de Roma, que originó un título cardenalicio) y la Basílica de los Santos Juan y Pablo de Venecia. Se les conoce como San Juan de Roma y San Pablo de Roma para diferenciarles de otros santos de nombre Juan y Pablo, especialmente de los apóstoles.

## Hagiografía

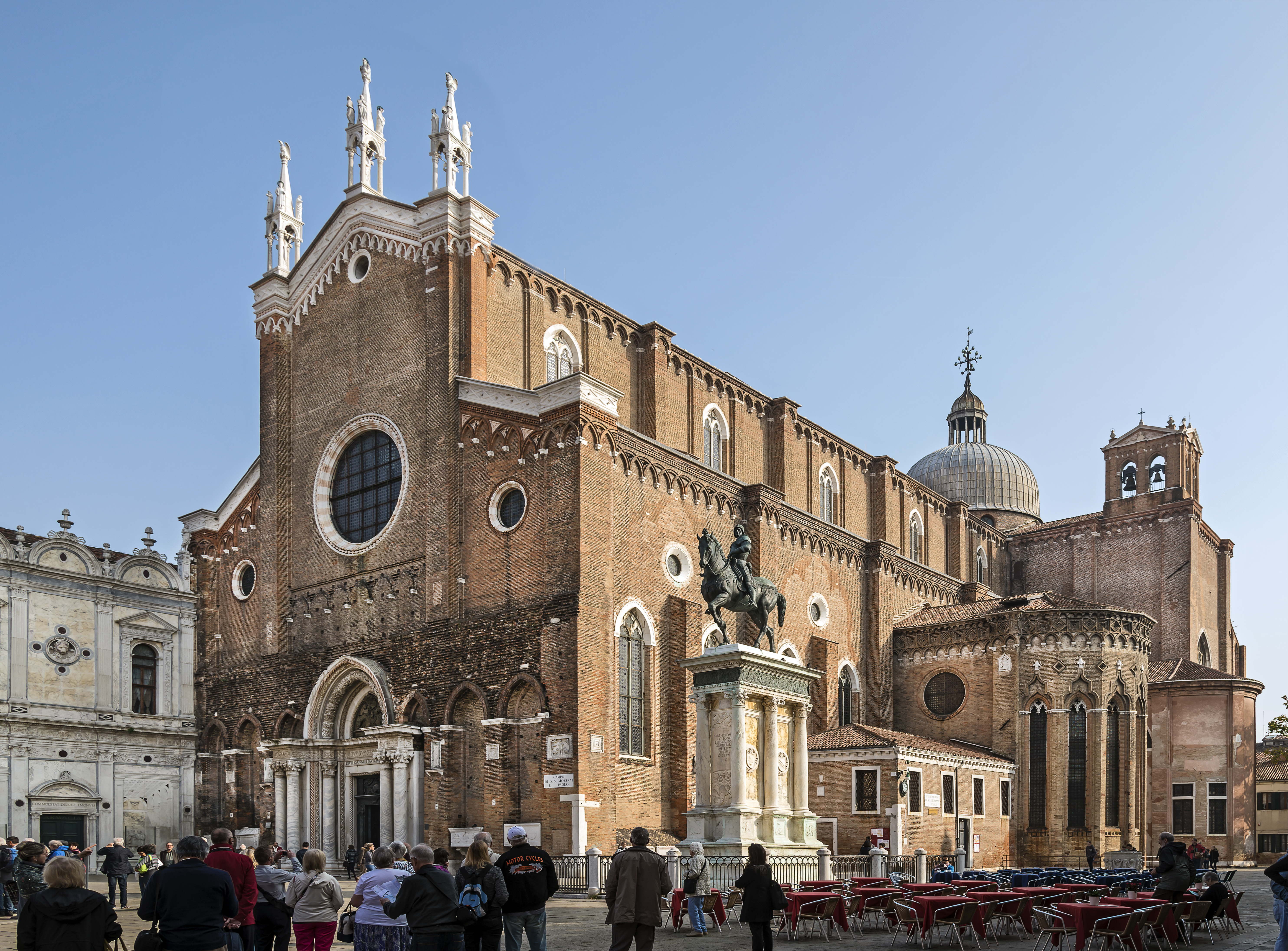
San Zanipolo Venecia

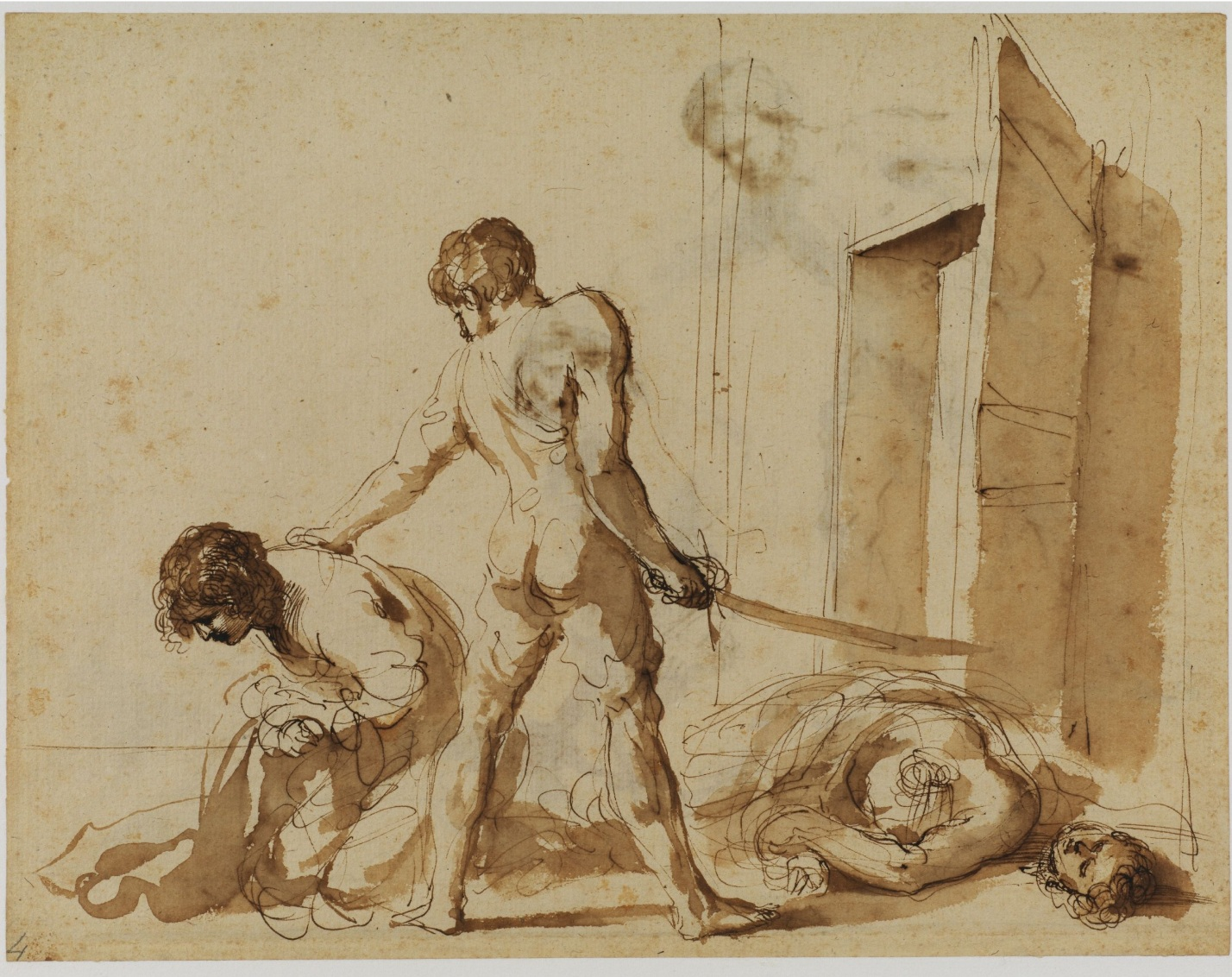
Martirio de los santos Juan y Pablo, dibujo de Guercino, ca. 1630.

Su historicidad es algo confusa, basada en la tradición (su veneración está muy difundida desde el cristianismo primitivo) y en una única fuente contemporánea, una Passio de la que hay tres recensiones diferentes del siglo IV, que fueron refundidas posteriormente en la Leyenda Aurea. Según esa tradición hagiográfica Juan y Pablo serían hermanos, ambos eunucos servidores de la corte de Constancia (o Constantina o Constanciana, la hija del emperador Constantino). También aparecen citados como diáconos, a los que Constancia habría encargado repartir sus riquezas entre los pobres. Al prometerse esta en matrimonio al duque Galicano, habrían ido con él a defender la ciudad de Tarsus del asedio de los bárbaros, y allí le habrían sugerido el voto piadoso de renunciar a su vida marital si obtenía la victoria. Al conseguirla, Constancia pudo permanecer virgen, como era su deseo.
Posteriormente, el emperador Juliano el Apóstata, que restauró la religión tradicional romana, encargó al comandante Terenciano conseguir la abjuración de Juan y Pablo. Al no poder obtenerla voluntariamente, Terenciano mandó decapitarlos y enterrarlos secretamente bajo su casa del monte Celio. También fueron martirizados allí mismo el presbítero Crispo, el clérigo Crispiniano y la virgen Benedicta, sorprendidos al rezar junto a su tumba. El propio Terenciano se convirtió al cristianismo, al obtener la curación milagrosa de su hijo por la intercesión de estos santos. El siguiente emperador, Joviano, que restauró el culto oficial del cristianismo, encargó honrar los cuerpos de Juan y Pablo, con la construcción de una basílica sobre su tumba, al senador Bizantio y a su hijo Pamaquio, amigos de San Jerónimo.

## Basílica
Dado que la basílica del monte Celio se denominó titulus Byzantii o Pammachii en las actas del concilio romano del 499, parece más probable que en vez de ser el lugar del martirio de Juan y Pablo fuera la Domus Ecclesiae instalada en la propia domus familiar de la familia de Bizantio y Pamaquio (que por los frescos conservados se remonta al menos a la época de los Flavios —finales del siglo I—); pudiendo haber recibido las reliquias de los mártires posteriormente.

## Patronazgo
Se les considera, como a otros santos denominados Wetterheiliger en los países germánicos, protectores contra las tempestades y adversidades atmosféricas.

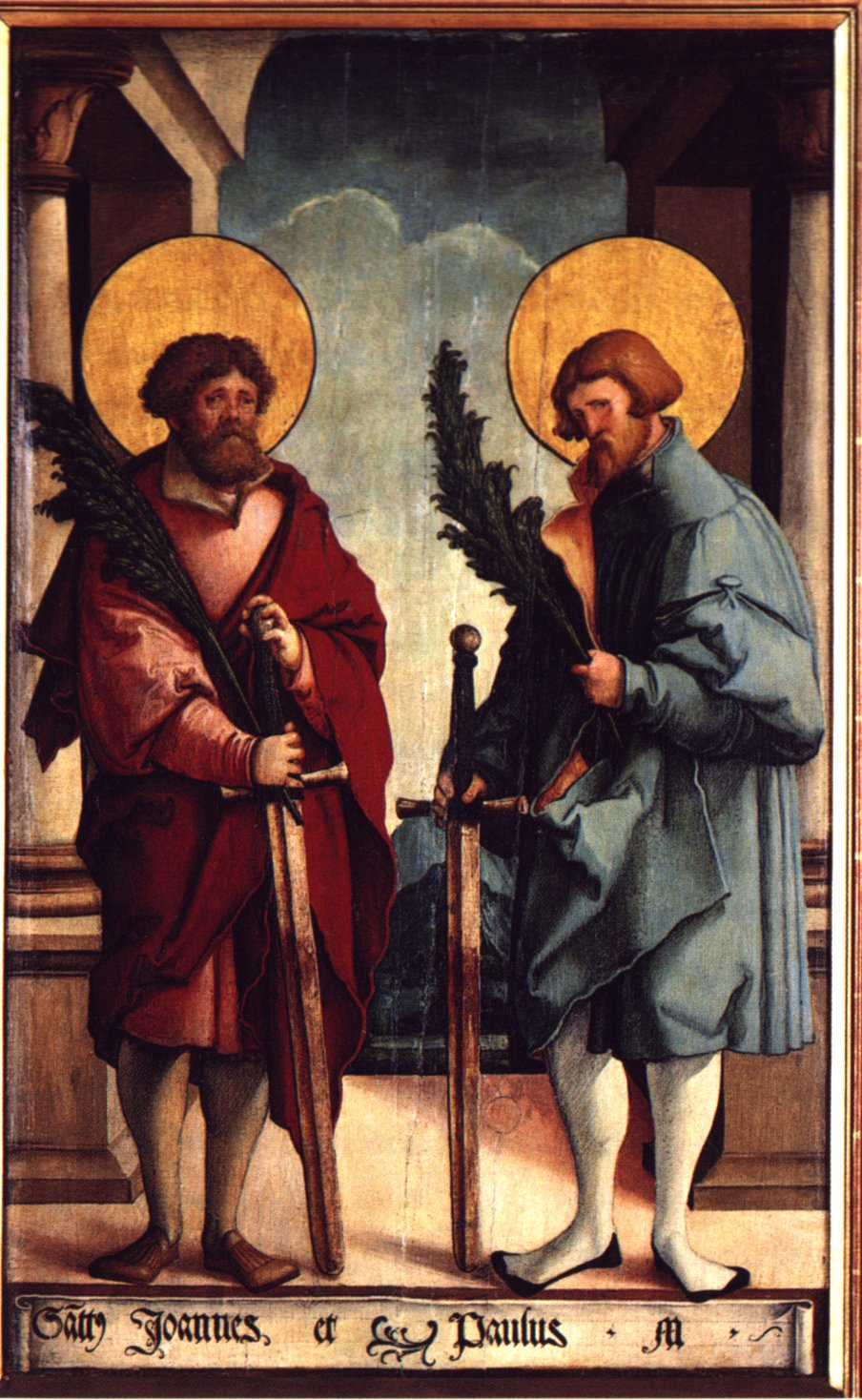
Anónimo alemán, ca. 1535, St. Martinskirche, Meßkirch.
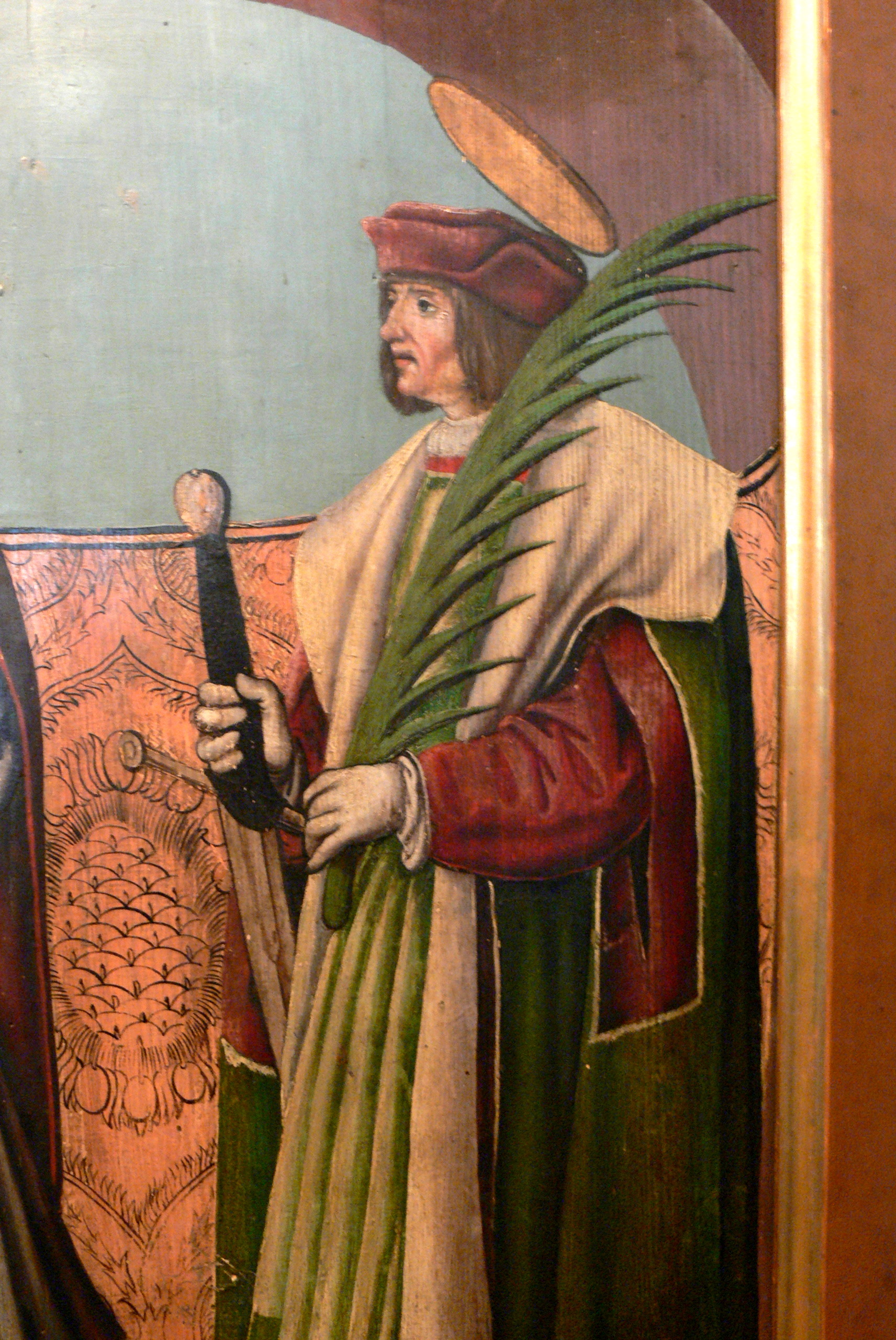
San Pablo de Roma, de Wolfgang Sauber, 1520 (Passau, Oberhausmuseum).
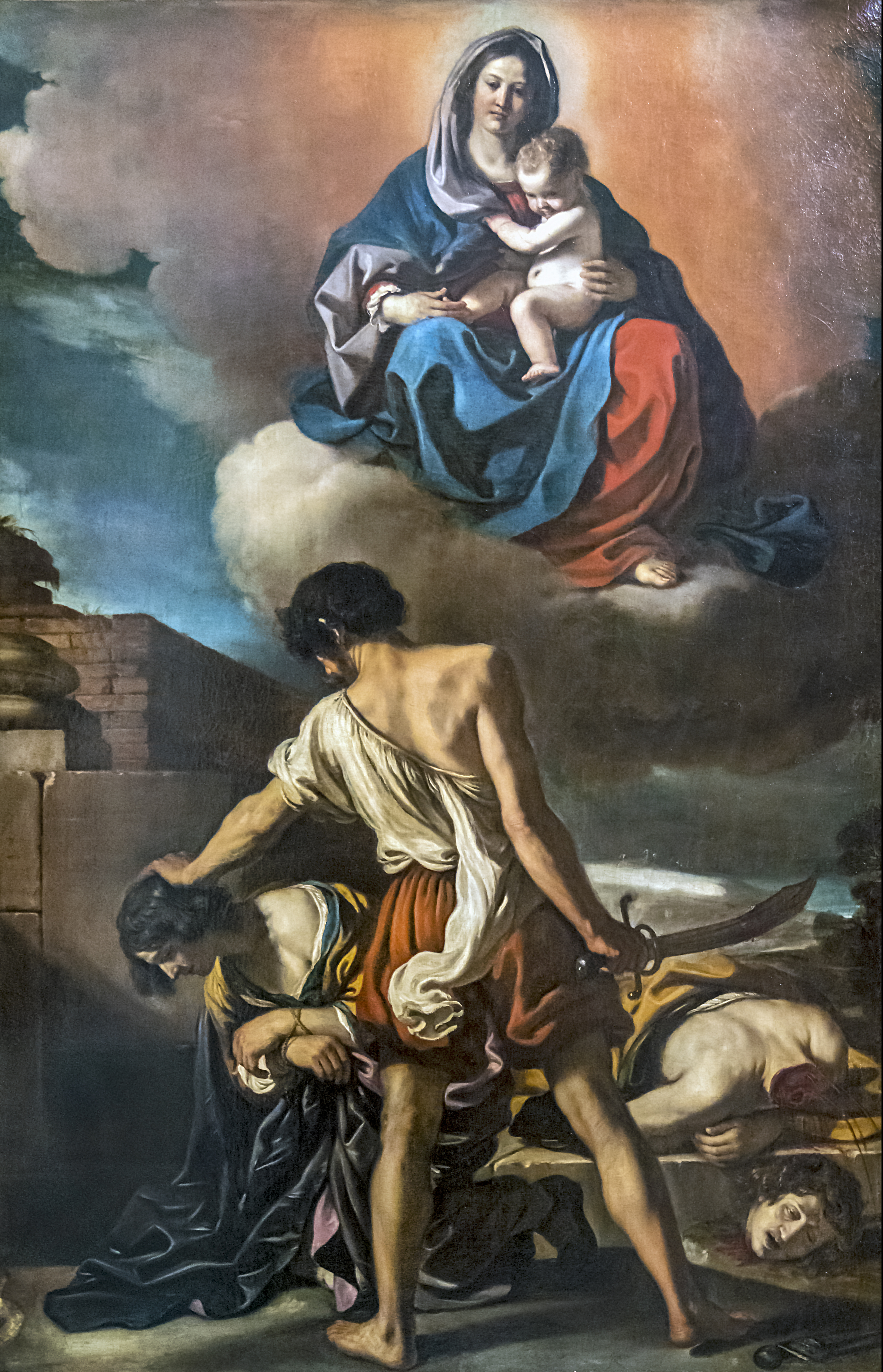
La Virgen y el martirio de Juan y Pablo, de Giovanni Francesco Barbieri, 1632, que sigue el dibujo de Guercino.

Los Santos Mártires Juan y Pablo son los patronos de la localidad de Exfiliana, en la provincia de Granada, donde son llamados “Los Santos Mártires”